# Pedro Virgili

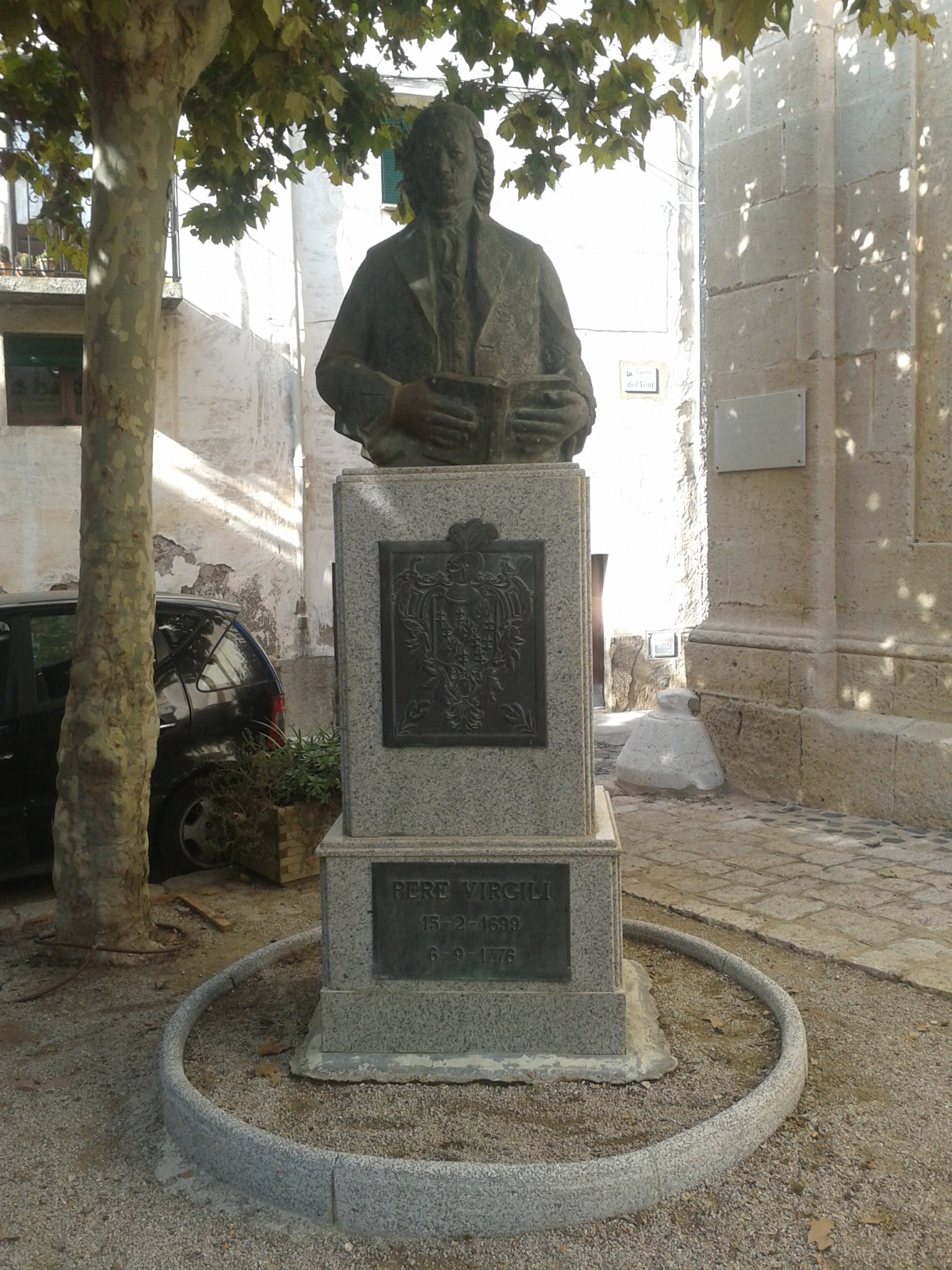
Monumento a Pedro Virgili en su pueblo natal, Vilallonga del Campo.

Pedro Virgili Bellver, marqués de la Salud (en catalán: Pere Virgili i Bellver) (Vilallonga del Campo, Tarragona, c. 15 de febrero de 1699 - Barcelona, c. 6 de septiembre de 1776) fue un cirujano militar español, fundador, junto a Juan Lacomba, del Colegio de Cirugía de Cádiz.

## Biografía
Pedro Virgili nació en la localidad tarraconense de Vilallonga del Campo en el seno de una familia de labradores. Después de haberse formado en Tarragona como barbero-sangrador, con 16 años marchó a Francia, a pie y sin recursos, para estudiar a Montpellier y París. Discípulo de André Levret, consiguió establecer contacto científico con las principales escuelas de obstetricia y ginecología de Europa. De vuelta a España ejerció primero como cirujano militar en varios hospitales (Tarragona y Valencia), para posteriormente trasladarse a Cádiz.
Inicialmente como Cirujano Mayor del Ejército y, luego, en sus viajes a América como Cirujano Primero de la Armada, comprobó las carencias y las dificultades que tenían los profesionales de la cirugía para curar a los soldados que sufrían cualquier enfermedad o que habían sido heridos en batalla. Una situación producida por la falta de medios médicos pero, sobre todo, por la ignorancia de los que ejercían la profesión de cirujano sin tener unos conocimientos mínimos de anatomía.
Por este motivo en 1748, Pedro Virgili se dirigió al rey Fernando VI, a través del Marqués de la Ensenada, su protector, para conseguir la autorización para fundar el Colegio de Cirugía en Cádiz donde formar nuevos cirujanos para la Armada. Fue el primer centro de España donde se enseñaba el arte de operar. En dicha localidad también fundó el Jardín Botánico. En 1768 el éxito alcanzado en la formación de nuevos profesionales en Cádiz facilitó que se constituyera el colegio de Barcelona. Fue el inicio de una nueva etapa para la medicina, protagonizada por los nuevos cirujanos surgidos de estos centros como Antonio Gimbernat y Arbós, Leonardo Galli, José Queraltó, Mariano Ribes, Francisco Canivell y de Vila ... Estos profesionales deben su formación, en gran medida, a la guía de Virgili. 
Pedro Virgili no sólo fue el innovador de los estudios anatómicos en España, sino que también destacó por su habilidad como cirujano, tal como lo demuestran sus trabajos en el campo de la medicina renal y el hecho de realizar la primera traqueotomía con éxito. Su fama le valió para que el rey Fernando VI lo nombrara Cirujano de Cámara, cargo que ostentó hasta la llegada al trono de Carlos III. Pedro Virgili falleció en su casa de la calle de la Puertaferrisa el día 8 de septiembre de 1776, a los 77 años de edad, y fue enterrado en el desaparecido convento de capuchinos de Santa Madrona de Barcelona.
En su ciudad natal, Vilallonga del Campo, se pueden concertar visitas por el Museo-Archivo Doctor Pere Virgili, donde hay expuestas fotografías, grabados, utensilios y retratos vinculados a Pedro Virgili y la cirugía española del siglo XVIII. En el Museo de Historia de Barcelona se conserva un busto de Pedro Virgili llevando los planos del colegio de cirugía, atribuido a Ramón Amadeu. Su retrato, obra de Francisco Galofré, figura asimismo en la Galería de Catalanes Ilustres desde 1892.
El Hospital Militar de Barcelona ha pasado a denominarse Parque Sanitario Pere Virgili en su honor, una vez ha dejado las actividades militares para dar paso a actividades civiles.
Lleva su nombre un premio de cirugía otorgado por el Ayuntamiento de Cádiz, la Real Academia Nacional de Medicina y la Real Academia de Medicina y Cirugía de Cádiz.